# Huta Ruska
Huta Ruska (ukr. Руська Гута) – wieś na Ukrainie  w obwodzie tarnopolskim, w rejonie krzemienieckim.